# Jules Richard
Jules Richard (Blet, 12 de agosto de 1862 - Châteauroux, 14 de outubro de 1956) foi um matemático francês.

## Vida e obras
Jules Richard ensinou no ensino médio em Tours, Dijon e Châteauroux. Ele obteve seu doutorado aos 39 anos pela Faculté des Sciences em Paris. Sua tese de 126 páginas discute a superfície-onda de Fresnel. Richard trabalhou primariamente nas fundações da matemática e geometria, relacionando-se com os trabalhos de David Hilbert, von Staudt e Charles Mérav.
Em um tratado mais filosófico sobre a natureza de axiomas na geometria, Richard discute e rejeita os seguintes princípios básicos:
- (1) A geometria é construída baseada em axiomas arbitrários - existem infinitas geometrias igualmente corretas.
- (2) Da experiência provêm os axiomas da geometria, a base é experimental e o desenvolvimento é dedutivo.
- (3) Os axiomas da geometria são definições (em contraste com (1)).
- (4) Axiomas não são nem experimentais, nem arbitrários, eles se impõem sobre nós já que experiência é uma impossibilidade sem eles.

A última proposição foi essencialmente proposta por Immanuel Kant.
Richard chegou ao resultado de que a noção de intensidade de dois objetos e a invariância de um objeto são demasiadamente vagas e precisam ser especificadas mais precisamente. Isto dever ser feito através de axiomas.
- Axiomas são proposições, cuja tarefa é tornar precisa a noção de identidade de dois objetos preexistentes em nossas mentes.

Mais adiante, de acordo com Richard, é a principal meta da ciência explicar o universo material. E (apesar de geometria não-euclidiana não ter encontrado aplicações até Albert Einstein publicar sua Teoria da Relatividade em 1915) Richard já havia dito:
- Pode-se perceber, que tendo admitido a noção de ângulo, estamos livres para escolher a noção de linha reta de forma que uma ou outra de três geometrias são possíveis.

Richard correspondeu-se com Giuseppe Peano e Henri Poincaré. Ele se tornou conhecido além de grupos de especialistas ao formular o paradoxo usado extensivamente por Poincaré para atacar a atual Teoria dos Conjuntos.

## Paradoxo de Richard
O paradoxo de Richard foi primeiro descrito em 1905 em uma carta para Louis Olivier, diretor do Revue générale des sciences pures et appliquées. Foi publicado em 1905 no artigo intitulado Les Principes des mathématiques et le problème des ensembles. A Principia Mathematica de Alfred North Whitehead e Bertrand Russel o referencia junto a seis outros paradoxos ligados à auto-referência. Em um dos mais importantes compêndios de lógica matemática, compilado por Jean van Heijenoort, o artigo é traduzido para inglês. O paradoxo pode ser interpretado como uma aplicação do argumento da diagonal de Cantor. Ele inspirou Kurt Gödel e Alan Turing em suas famosas obras. Kurt Gödel considerou seu teorema da incompletude como um análogo ao paradoxo de Richard, que, em sua versão original, diz:
Seja E o conjunto de números reais que pode ser definido por um conjunto finito de palavras. Este conjunto é enumerável. Seja p o n-ésimo número do conjunto E; nós formamos um número N tendo zero para a parte integral e p+ 1 para o n-ésimo decimal, se p não é igual a 8 ou 9, e união no caso contrário. Este número N não pertence ao conjunto E porque ele difere de qualquer número neste conjunto, por exemplo do n-ésimo número vizinho do n-ésimo digito. Porém N foi definido por um número finito de palavras. Ele, portanto, deve pertencer ao conjunto E. Isto é uma contradição.
Richard nunca apresentou este paradoxo em outra forma, porém existem várias versões diferentes, algumas apenas vagamente parecidas com a original. Algumas listadas a seguir.

## Outras versões do paradoxo de Richard
(A) A versão exposta em Principia Mathematica por Whitehead e Russell é similar à versão original de Richard, porém não precisamente igual. Aqui o digito 9 é trocado pelo digito 0, para que entidades como 1.000... = 0.999... podem quebrar o resultado.
(B) Paradoxo de Berry, primeiramente mencionado em Principia Mathematica como o quinto de sete outros paradoxos, é creditado ao Sr. G. G. Berry da Biblioteca Bodleian. Ela usa “O primeiro número inominável em menos de dez palavras”; na realidade, em inglês ela denota 111,777. Porém “O primeiro número inominável em menos de dez palavras” é por si só um nome consistindo de nove palavras; portanto pelo menos um inteiro não nomeável em menos de dez palavras pode ser nomeado em nove palavras, o que é uma contradição.
(C) Paradoxo de Berry com letras em vez de silabas é comummente relacionado ao conjunto de todos os números naturais que podem ser definidas em menos de 100(ou qualquer outro número grande) letras. Já que os números naturais são um conjunto bem-ordenado, deve existir o menor número que não pode ser definido com menos de 100 letras. Porem este número acaba de ser definido com 64 letras incluindo espaços.
(D) Paradoxo de König também foi publicado em 1905 por Julius König. Todos os números reais que podem ser definidos por um número finito de palavras formam um subconjunto dos números reais. Se os números reais podem ser bem-ordenados, então deve haver um primeiro número real (de acordo com esta ordem) que não pode ser definido por um número finito de palavras. Mas o primeiro número real que não pode ser definido em um número finito de palavras acaba de ser definido em um número finito de palavras.
(E) O menor número natural sem propriedades interessante adquire uma propriedade interessante devido à sua falta de propriedades interessante.
(F) um empréstimo do Paradoxo de Grelling-Nelson. O número de todas as definições finitas é contável. Em ordem lexical, nós obtemos uma sequência de definição D1, D2, D3, ... Agora, uma definição pode definir seu próprio número. Isto seria o caso se D1 lesse "o menor número natural". Pode ocorrer, que uma definição não descreve seu próprio número. Isto seria verdade se D2 lesse "o menor número natural". Além disso, a sentença "esta definição não define seu número" é uma definição finita. Seja Dn. n é descrita por Dn? Se sim, então não, se não, então sim. O dilema é insatisfazível.

## Reações ao Paradoxo de Richard
Georg Cantor escreveu em uma carta para David Hilbert:
- (Ex., definições que não podem ser feitas em tempo finito) são um absurdo. Se a declaração de König estiver "correta", de acordo com a qual todos os números reais "finitamente definidos" formam uma coleção de número cardial {\displaystyle \aleph _{0}}, isto implicaria que a inumerabilidade do continuum inteiro; mas isto é obviamente errôneo. A questão agora é qual erro a prova deste teorema errado se baseia. O erro (que também aparece na nota de um Sr. Richard na última edição de Acta Mathematica, que Sr. Poincaré enfatiza na última edição de Revue de Métaphysique et de Morale) é, em minha opinião, a seguinte: É assumido que o sistema {B} de noções B, que precisa ser usado para a definição de números individuais, é no máximo inumeravelmente infinito. Esta suposição "deve ser um erro" por que caso contrário nós teríamos um o teorema errado: "o continuum de números tem a cardinalidade {\displaystyle \aleph _{0}}".

Aqui, Cantor está errado. Hoje nós sabemos que existem incontáveis números reais sem a possibilidade de definição finita.
Ernst Zermelo comenta o argumento de Richard:
- A noção de "finitamente definível" não é absoluta, mas uma definição relativa e sempre relacionada à "linguagem" escolhida. A conclusão de acordo com a qual todos os finitamente definíveis objetos são contáveis é apenas válida caso um e apenas um sistema de símbolos é usado; a questão de se um único indivíduo pode ser atribuído uma definição finita é nula pois para cada coisa um nome arbitrário pode ser atribuído.

Zermelo aponta para a razão pela qual o paradoxo de Richard falha. Sua última proposição, porém, é impossível de se satisfazer. Um número real com infinitos dígitos, que não são determinados por alguma "regra", tem um conteúdo de informação infinitamente grande. Tal número só pode ser identificado por um nome curto se existe pelo menos um ou poucos deles existentes. Se houverem incontáveis números, como é o caso, identificação é impossível.

## Artigos e livros por Jules Richard
- Thèses présentées à la Faculté des sciences de Paris par M. Jules Richard, 1re thèse: Sur la surface des ondes de Fresnel..., Chateauroux 1901 (126 pages).
- Sur la philosophie des mathématiques, Gauthier-Villars, Paris 1903 (248 pages).
- Sur une manière d'exposer la géométrie projective, L'Enseignement mathématique 7 (1905) 366-374.
- Les principes des mathématiques et le problème des ensembles, Revue générale des sciences pures et appliquées 16 (1905) 541-543.
- The principles of mathematics and the problem of sets (1905), English translation in Jean van Heijenoort, "From Frege to Gödel - A Source Book in Mathematical Logic", 1879-1931. Harvard Univ. Press, 1967, p. 142-144.
- Lettre à Monsieur le rédacteur de la Revue Générale des Sciences, Acta Math. 30 (1906) 295-296.
- Sur les principes de la mécanique, L'Enseignement mathématique 8 (1906) 137-143.
- Considérations sur l'astronomie, sa place insuffisante dans les divers degrés de l'enseignement, L'Enseignement mathématique 8 (1906) 208-216.
- Sur la logique et la notion de nombre entier, L'Enseignement mathématique 9 (1907 ) 39-44.
- Sur un paradoxe de la théorie des ensembles et sur l'axiome Zermelo, L'Enseignement mathématique 9 (1907) 94-98.
- Sur la nature des axiomes de la géométrie, L'Enseignement mathématique 10 (1908 ) 60-65.
- Sur les translations,  L'Enseignement mathématique 11 (1909) 98-101.
- Contre la géométrie expérimentale Revue de l’Enseignement des Sciences (1910) 150.